# Chandrabindu
Chandrabindu (del sánscrito चन्द्र, chandra, "luna", y de बिंदु, bindu, "punto" y "gota"); es un signo diacrítico utilizado en gran parte de las escrituras brāhmī para hacer nasal o nasalizar a la letra vocal antecedente a tal símbolo. Generalmente es escrito o graficado con un semicírculo cóncavo dirigido hacia arriba (chandra) y sobreescrito por un punto sobreescrito llamado bindu (ँ). 

En sánscrito védico  se utiliza en lugar de la anusvāra para representar el sonido llamado anunaasika cuando la palabra consecutiva comienza con una vocal. Por lo general su uso fue más común  en épocas anteriores cuando una palabra terminaba en -ans.

## Unicode
En el siguiente cuadro (como suele hacerse en lingüística) el círculo segmentado corresponde o a un fonema o a un grafema ("letra") y el diacrítico escrito sobre el círculo segmentado corresponde al signo diacrítico del chandrabindu rematado con bindu (o el bindu, el género aplicado varía según idiomas y dialectos). 
| Símbolo | Unicode | Alfabeto   |
| ------- | ------- | ---------- |
| ँ        | U+0901  | Devanagari |
| ঁ        | U+0981  | Bengalí    |
| ઁ        | U+0A81  | Guyaratí   |
| ଁ        | U+0B01  | Oriya      |
| ఁ        | U+0C01  | Telugu     |
| ಽ       | U+0CBD  | Kannada    |
| ഽ       | U+0D3D  | Malayalam  |